# Другий Кабінет Матті Ванганена

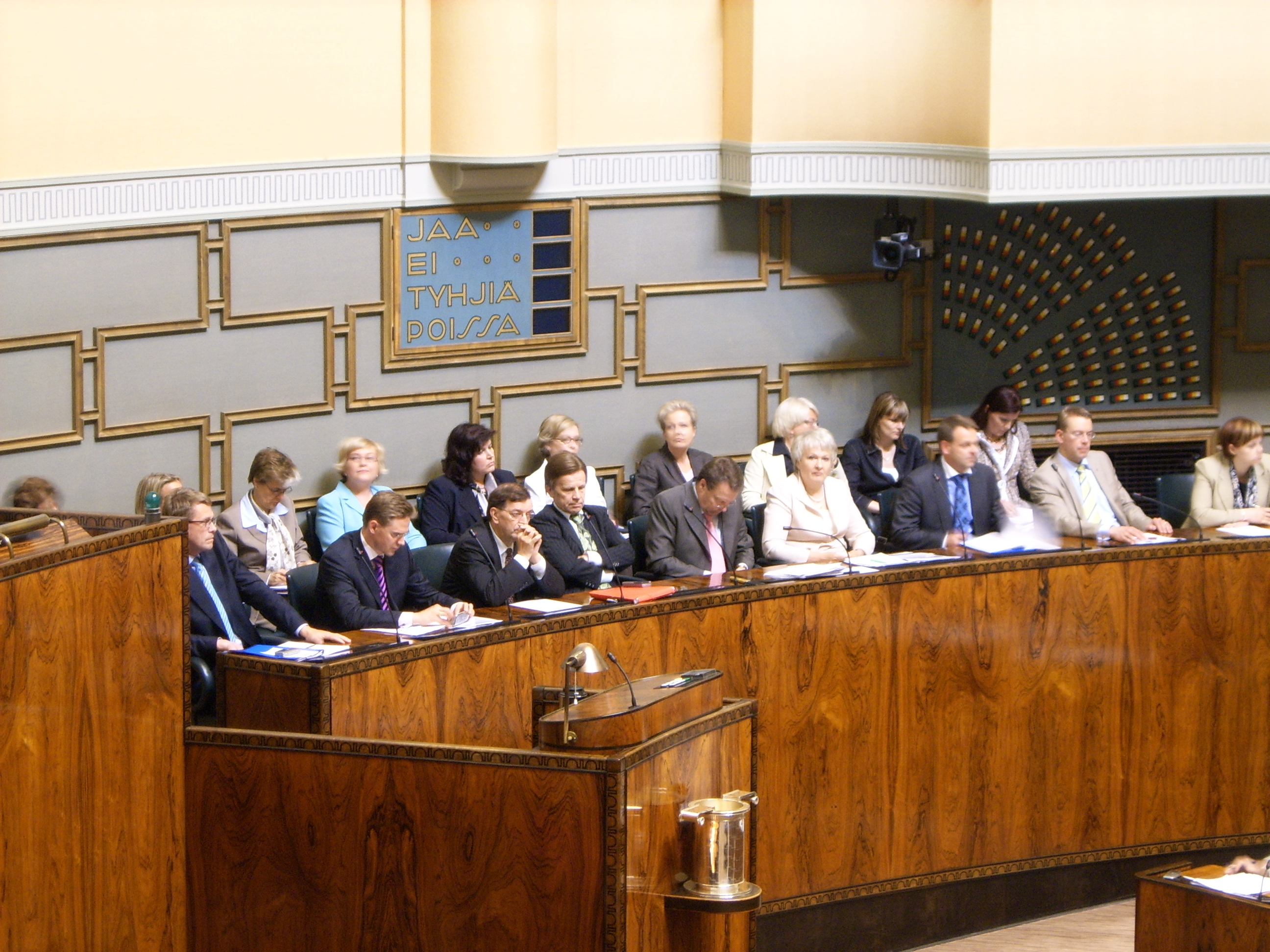
Другий кабінет Ванханена в Парламенті 2007

Другий кабінет Ванганена (фін. Vanhasen II hallitus швед. Regeringen Vanhanen II — 70-й кабінет міністрів Фінляндії, який очолював прем'єр-міністр Фінляндії Матті Ванганен.
Кабінет міністрів був сформований 19 квітня 2007 та закінчив свої повноваження 22 червня 2010.

## посилання
- Офіційний сайт уряду Фінляндії [Архівовано 7 лютого 2006 у Wayback Machine.]